# Bergheggenmus
De bergheggenmus (Prunella montanella) is een vogel uit de familie van de heggenmussen (Prunellidae).

## Kenmerken
De bergheggenmus heeft een roestbruine rug met donkerdere streping, een okergele onderzijde, een zwarte kruin en oorstreek en een lange okergele wenkbrauwstreep. Beide geslachten zijn gelijk in uiterlijk. De bergheggenmus wordt 13-14,5 centimeter groot.

## Leefwijze
Hun voedsel bestaat uit ongewervelden, bessen en zaden. Hij is schuw en verbergt zich meestal in de vegetatie.

## Voortplanting
Het nest wordt laag tussen de vegetatie gebouwd en gemaakt van takjes, wortels, stro en mos en het wordt bekleed met haren en mos. Er worden 4-6 blauwgroene eieren gelegd in mei tot juli. De jongen komen na 11-12 dagen uit.

## Verspreiding
Deze soort komt voor in het noorden van Siberië van de westelijke Oeral tot het Tsjoekotskschiereiland en in Midden-Azië van het Altajgebergte tot het Baikalmeer. In september of oktober trekt hij naar Zuidoost-Azië, China en Korea, in maart of april keert hij weer terug naar zijn broedgebied.
De bergheggenmus broedt in open naaldwouden op de taiga, in wilgen- en berkenbossen op de toendra en langs rivieren in dichte vegetatie.
Op 24 oktober 2018 is een dwaalgast voor het eerst in Nederland gespot.
De soort telt twee ondersoorten:
- P. m. montanella: van noordoostelijk Europa tot noordwestelijk en het zuidelijke deel van Centraal-Siberië en zuidelijk Rusland.
- P. m. badia: noordoostelijk Siberië.

## Gelijkende soorten
- Zwartkeelheggenmus